# アキノノゲシ
アキノノゲシ（秋の野芥子、秋の野罌粟、学名: Lactuca indica）は、キク科アキノノゲシ属の一年草または二年草。
和名は、春に咲くノゲシ（ハルノノゲシ）に似て、秋に咲くことから付けられた。乳草、ウマゴヤシ、ウサギグサなどの別名がある。

## 特徴
高さ50～200cm。大柄だが柔らかく、全体につやがない。はじめは根出葉をロゼット状に出すが、やがて茎をたて、花序を出す。
花期は8～12月。花は淡い黄色、直径2cmほどで舌状花だけでできている。種子はタンポポの綿毛を小さくしたような形をしている。
レタスと同じアキノノゲシ属で、葉や茎を切ると白い液（乳液）が出ることから乳草の別名がある。

## 分布
東南アジア原産で、日本全土・朝鮮・中国・台湾・東南アジアに分布。稲作と共に日本へ渡って来た史前帰化植物。
日当りの良い場所に生える。

## 品種
アキノノゲシには葉に切れ込みがあるが、切れ込みのない細い葉を持つものは、ホソバアキノノゲシ（学名: Lactuca indica f. indivisa）という。

## 利用
食用となり、春先の若芽はサラダになる。その後は苦みが強くなるため、塩茹でして水にさらし、おひたしや油いために用いる。
胸やけや皮膚病の民間薬に用いられたこともある。